# Аснар I Галиндес
Асна́р I Гали́ндес (араг. Aznar I Galíndez; умер в 839) — граф Арагона (809—820), затем граф Урхеля и Сердани (820—между 824 и 833). Представитель династии Галиндес.

## Биография
Аснар был сыном некоего Галиндо, о котором кроме имени ничего неизвестно. Согласно «Анналам королевства франков», в 809 году Аснар I Галиндес был назначен королём Аквитании Людовиком Благочестивым графом Арагона, вместо умершего графа Ауреоло. После смерти предшественника Аснара Галиндеса вся территория графства была завоёвана вали Сарагосы и Уэски Амрусом ибн Йусуфом, не только воевавшим с франками, но и бунтовавшим против эмира Кордовы аль-Хакама I. В этом же году Амрус направил посольство к императору Запада Карлу I Великому, обещая признать над собой его власть в обмен на сохранение своих владений. Однако в 810 году вали отказался исполнить данное императору обещание и прервал переговоры с христианами. В ответ в октябре Карл Великий заключил в Ахене мир с Кордовским эмиратом, после чего и аль-Хакам I, и франки начали наступление на владения Амруса ибн Йусуфа. В результате к 814 году графу Аснару I удалось отвоевать всю территорию своего графства, включавшего западную часть долины реки Арагон с городом Хака и, вероятно, Собрарбе. О дальнейшем правлении графа Аснара I Галиндеса в Арагоне франкские анналы ничего не сообщают.
Арагонские предания, сохранившееся в составе испанских исторических хроник, и генеалогии «Кодекса Роды» говорят, что около 812 года граф Аснар I выдал свою дочь Матрону замуж за Гарсию I Галиндеса, представителя знатной семьи Веласкотенес. Однако в 816 году Гарсия из мести убил старшего сына графа Арагона, Сентюля, уличившего его в прелюбодеянии, за что был схвачен по приказу Аснара I и четыре года провёл в заключении. В 820 году Гарсии удалось бежать из-под стражи и найти убежище у короля Памплоны Иньиго Аристы. Здесь Гарсия, уже разведшийся с Матроной, женился на дочери короля Иньиго и получил от того помощь против графа Аснара I Галиндеса. В это же время граф Арагона начал неудачную войну с мусульманской семьёй Бану Каси, что ещё больше увеличило число его врагов. В результате с помощью наваррцев Гарсии I Галиндесу удалось свергнуть с престола Арагона Аснара I и самому стать графом, полностью отказавшись от вассальных обязательств в отношении правителей Франкской империи.
Изгнанный из Арагона, Аснар I Галиндес бежал вместе с семьёй ко двору императора Людовика I Благочестивого, от которого получил в управление графства Урхель и Сердань, ставшие вакантными после смерти графа Борреля. О правлении графа Аснара в Урхеле и Сердани известно очень немного. Упоминание имени Аснара, участвовавшего в 822 году вместе с другими графами Испанской марки в походе на мавров, в ходе которого франками были завоёваны земли вплоть до реки Сегре, большинство историков относят к герцогу Васконии Аснару I Санше. Некоторые историки называют Аснара I Галиндеса участником похода 824 года на Памплону, во время которого франки в Ронсевальском ущельи были разбиты соединённым войском Иньиго Аристы, Гарсии I Галиндеса и Мусы II ибн Мусы. Однако другие медиевисты считают, что упоминаемым в «Анналах королевства франков» и в сочинении Астронома «Жизнь императора Людовика» Аснаром был Аснар I Санше.
Между 824 годом (дата последнего упоминания Аснара I как графа Урхеля и Сердани) и 833 годом, когда новым графом называется уже его сын Галиндо I Аснарес, Аснар Галиндес передал управление графствами своему преемнику. Некоторые историки считают, что он продолжил участвовать в управлении графствами как соправитель своего сына. Предполагается, что Аснар Галиндес умер в 839 году в Урхеле.
«Кодекс Роды», не называя имя жены Аснара I Галиндеса, сообщает, что детьми графа Арагона были:
- Сентюль (убит в 816)
- Галиндо I Аснарес (умер в 867 году) — граф Урхеля (между 824 и 833—834/835), граф Сердани (между 824 и 833—834/838), граф Палларса и Рибагорсы (833—844), граф Арагона (844—867)
- Матрона — жена (до 816/820 года) графа Арагона Гарсии I Злого.

В хартии, датированной 863 годом, упоминается имя ещё одной дочери графа Аснара, Эйлоны.
Так как многие средневековые хроники считали графа Арагона Аснара I Галиндеса одним лицом с его современником, герцогом Васконии Аснаром I Санше, в некоторых генеалогиях Аснар Галиндес представлен также как отец графа Комменжа Гарсии Аснареса и дочери Санчи, которые были детьми герцога Васконии.